# Campeonato de España de Atletismo en pista cubierta de 2023
El LIX Campeonato de España de Atletismo en pista cubierta se disputó los días del 17 al 19 de febrero de 2023 en el Centro Deportivo Municipal Gallur de Madrid.
Junto a las pruebas individuales se celebraron los campeonatos de pruebas combinadas (heptatlón y pentatlón).

## Resultados

### Hombres
Anexo: Récords de los campeonatos
| Prueba              |                                                                                |                                                                                |                                                                                           |
| ------------------- | ------------------------------------------------------------------------------ | ------------------------------------------------------------------------------ | ----------------------------------------------------------------------------------------- |
| 60 m                | Daniel Rodríguez Playas de Castellón 6.64                                      | Sergio López Nutriban Atl Alcantarilla 6.69                                    | Bernat Canet Cornellá At. 6.72                                                            |
| 200 m               | Adria Alfonso Playas de Castellón 20.97                                        | Fernando Vigilio Martínez Cehegin Atletismo 21.22                              | Miguel Gash F.C Barcelona 21.35                                                           |
| 400 m               | Óscar Husillos C.A. Adidas 45.58                                               | Iñaki Cañal Playas de Castellón 45.89                                          | Manuel Guijarro F.C Barcelona 46.07                                                       |
| 800 m               | Saúl Ordoñez New Balance Team 1:45.88                                          | Mariano García New Balance Team 1:45.91                                        | Javier Mirón New Balance Team 1:45.98                                                     |
| 1500 m              | Ignacio Fontes CD Nike Running 3:45.95                                         | Mohamed Attaoui Playas de Castellón 3:47.31                                    | Gonzalo García Independiente 3:47.49                                                      |
| 3000 m              | Adel Mechaal Independiente 7:44.15                                             | Fernando Carro CD Nike Running 7:56.17                                         | Gonzalo Parra F.C Barcelona 7:58.04                                                       |
| 60 m vallas         | Enrique Llopis Playas de Castellón 7.48 =                                      | Daniel Cisneros Atletismo Numantino 7.64                                       | Daniel Castilla Pegasus AC 7.78                                                           |
| Salto de altura     | Pablo Martínez Atletismo Numantino 2,12 1,95o/2,00o/2,04o/ 2,08o/2,12o/2,15xxx | Carlos Rojas Unicaja Jaén Paraiso Interior 2,12 2,04o/2,12xo/2,15xxx           | Alexis Sastre Playas de Castellón 2,12 2,00o/2,04o/2,08xxo/ 2,12xo/2,15xxx                |
| Salto de longitud   | Jaime Guerra Cornellá At. 7,90 /x/7,81/ 7,86/x/7,79                            | Iker Arotzena Super Amara BAT 7,67 x/7,43/x/ x/7,67/x                          | Daniel Amez Atletismo Numantino 7,39 5,73/7,27/x/ 7,37/7,15/7,39                          |
| Salto con pértiga   | Isidro Leyva Trops-Cueva de Nerja 5,45 5,10o/5,30o/5,45xxo/ 5,56xxx            | Juan Luis Bravo Grupompleo Pamplona At 5,40 5,20o/5,40o/5,50xxx/               | Aleix Pi F.C Barcelona 5,40 4,90o/510o/5,30o/ 5,40o/5,50xxx                               |
| Triple Salto        | Jordan Alejandro Díaz F.C. Barcelona 17,59 x/17,58/17,59/ -/x/17,50            | Pablo Torrijos Playas de Castellón 16,44 16,20/15,94/15,82 16,00/16,42/16,44   | José Emilio Bellido Playas de Castellón 15,66 x/15,58/15,62 x/x/15,66                     |
| Lanzamiento de peso | Carlos Tobalina F.C. Barcelona 20,03 18,81/19,83/19,35/ 18,80/20,03/x          | José Á. Pinedo CA Fent Cami Mislata 19,35 18,42/18,31/18,95/ 19,35/18,77/18,74 | Miguel Gómez Playas de Castellón 18,87 17,55/18,77/x/ 18,87/x/x                           |
| Heptatlón           | Jorge Ureña Independiente 6.173 6.79/7,50/14,52/1,99// 7.90/4,95/2:44.54       | Pol Ferrer Cornellá At. 5.620 6.91/7,03/12,75/1,96// 8.44/4,45/2:42.62         | Gerson Vidal Unicaja Jaén Paraíso Interior 5.544 7.06/7,18/13,68/1,90// 8.06/4,35/2:54.41 |

 = Récord nacional
 = Récord de los campeonatos
 = Mejor marca personal
 = Mejor marca de la temporada

### Mujeres
Anexo: Récords de los campeonatos
| Prueba              |                                                                               |                                                                                               |                                                                                |
| ------------------- | ----------------------------------------------------------------------------- | --------------------------------------------------------------------------------------------- | ------------------------------------------------------------------------------ |
| 60 m                | Jaël Bestué F.C. Barcelona 7.20                                               | María Isabel Pérez Independiente 7.32                                                         | Elena Guiu Valencia Club Atletismo 7.41                                        |
| 200 m               | Paula Sevilla Playas de Castellón 23.59                                       | Esther Navero Playas de Castellón 23.59                                                       | Paula García Grupompleo Pamplona At 23.60                                      |
| 400 m               | Eva Santidrián F.C. Barcelona 53.05                                           | Laura Bueno Valencia Club Atletismo 53.09                                                     | Berta Segura Independiente 53.69                                               |
| 800 m               | Lorea Ibarzabal At. San Sebastián 2:04.10                                     | Daniela García New Balance Team 2:04.53                                                       | Zoya Naumov New Balance Team 2:04.83                                           |
| 1500 m              | Esther Guerrero New Balance Team 4:10.48                                      | Agueda Márques C.A. Adidas 4:12.45                                                            | Marta García Independiente 4:15:84                                             |
| 3000 m              | Marta Pérez C.A. Adidas 9:07.60                                               | Marta García Independiente 9:07.64                                                            | Joselyn Brea ADA Calvià-Vistasol 9:12.25                                       |
| 60 m vallas         | Xènia Benach Valencia Club Atletismo 8.07                                     | Teresa Errondonea Super Amara BAT 8.13                                                        | Claudia Villalante FC Barcelona 8.19                                           |
| Salto de altura     | Una Stancev Trops-Cueva de Nerja 1,81 1,66o/1,71o/1,75o/ 1,78xo/1,81o/1,83xxx | Jennifer Laritza Rodriguez Playas de Castellón 1,81 1,66o/1,71o/1,75o/ 1,78xo/1,81xxo/1,85xxx | Saleta Férnandez Valencia Club Atletismo 1,78 1,66o/1,71o/1,75o/ 1,78o/1,81xxx |
| Salto de longitud   | Fátima Diame C.A. Adidas 6,66 x/6,39/6,66 6,59/x/x                            | Tessy Ebosele Playas de Castellón 6,57 x/x/6,23 x/6,47/6,57                                   | Irati Mitxelena At. San Sebastián 6,28 6,19/6,27/5,98 6,28/6,27/6,08           |
| Salto con pértiga   | Maialen Axpe At. San Sebastián 4.40 4,00xo/4,20o/4,30xo 4,40o/4,50xxx         | Malen Ruiz de Azua Valencia Club Atletismo 4.25 4,10o/4,25o/4,35xxx                           | Andrea San José Playas de Castellón 4.10 4,10o/4,25xxx                         |
| Triple Salto        | Osasere Eghosa Piélagos 13,44 13,15/x/12,94/ 13,20/13,44/13,37                | Patricia Sarrapio Independiente 12,85 x/12,85/x/ 11,85/x/x                                    | Naiara Estanga F.C Barcelona 12,68 x/12,14/12,39/ x/12,68/x                    |
| Lanzamiento de peso | María Belén Toimil Playas de Castellón 17,37 x/16,52/17,37/ x/x/x             | Monica Borraz F.C Barcelona 14,92 x/x/14,01/ 14,92/x/x                                        | Judit Prats AA Catalunya 14,34 13,97/14,34/13,98/ x/14,30/x                    |
| Pentatlón           | Andrea Medina A.D Sprint 4.216 8.68/1.79/13.19// 5.62/2:21.97                 | Sofía Cosculluela Valencia Club Atletismo 4.082 8.43/1.67/11.50// 6.10/2:27.51                | Laura Aguilera Trops-Cueva de Nerja 4.065 8.67/1.70/10.52// 5.84/2:16.96       |

 = Récord nacional
 = Récord de los campeonatos
 = Mejor marca personal
 = Mejor marca de la temporada

## Récords batidos
| Tipo                        | Sexo    | Prueba          | Marca   | Atleta                | Club                |
| --------------------------- | ------- | --------------- | ------- | --------------------- | ------------------- |
| Récords de España           | Hombres | Triple salto    | 17,58   | Jordan Alejandro Díaz | F.C Barcelona       |
| Récords de España           | Hombres | Triple salto    | 17,59   | Jordan Alejandro Díaz | F.C Barcelona       |
| Récords de España           | Hombres | 400m (f)        | 45.58   | Óscar Husillos        | C.A. Adidas         |
| Récords de los campeonatos  | Hombres | 400m (sf)       | 45.92   | Óscar Husillos        | C.A. Adidas         |
| Récords de los campeonatos  | Hombres | 400m (f)        | 45.58   | Óscar Husillos        | C.A. Adidas         |
| Récords de los campeonatos  | Hombres | 800m (f)        | 1:45:88 | Saúl Ordóñez          | CD Nike Running     |
| Récords de los campeonatos  | Hombres | 60 m vallas (f) | 7.48    | Enrique Llopis        | Playas de Castellón |
| Récords de los campeonatos  | Hombres | Triple salto    | 17,58   | Jordan Alejandro Díaz | F.C Barcelona       |
| Récords de los campeonatos  | Hombres | Triple salto    | 17,59   | Jordan Alejandro Díaz | F.C Barcelona       |
| Récords de los campeonatos  | Hombres | Heptatlón       | 6.173   | Jorge Ureña           | Independiente       |
| Récords de España sub-23    | Hombres | Triple salto    | 17,58   | Jordan Alejandro Díaz | F.C Barcelona       |
| Récords de España sub-23    | Hombres | Triple salto    | 17,59   | Jordan Alejandro Díaz | F.C Barcelona       |
| Récords de España sub-20    | Hombres | 400m (sf)       | 46.65   | David García          | At. Badajoz         |
| Mejor marca española sub-18 | Mujeres | 60m (el)        | 7.49    | Laura Martínez        | Atletismo Alcorcón  |

## Medallero

### Comunidades autónomas
| Comunidad autónoma   |   |   |   | TOTAL |
| -------------------- | - | - | - | ----- |
| Cataluña             | 6 | 2 | 5 | 13    |
| Comunidad de Madrid  | 3 | 6 | 4 | 13    |
| Andalucía            | 4 | 3 | 2 | 9     |
| Comunidad Valenciana | 3 | 1 | 5 | 9     |
| Castilla y León      | 3 | 3 | 2 | 8     |
| País Vasco           | 2 | 4 | 2 | 8     |
| Cantabria            | 2 | 1 |   | 3     |
| Castilla-La Mancha   | 2 |   | 1 | 3     |
| Galicia              | 1 | 1 | 1 | 3     |
| Región de Murcia     |   | 3 |   | 3     |
| Islas Baleares       |   | 2 | 1 | 3     |
| Aragón               |   |   | 2 | 2     |
| Asturias             |   | 1 |   | 1     |
| Navarra              |   |   |   | 0     |
| Extremadura          |   |   |   | 0     |
| La Rioja             |   |   |   | 0     |
| Canarias             |   |   |   | 0     |
| Ceuta                |   |   |   | NP    |
| Melilla              |   |   |   | NP    |

### Clubes
| Clubes                        |   |   |   | TOTAL |
| ----------------------------- | - | - | - | ----- |
| Playas de Castellón           | 5 | 6 | 4 | 15    |
| F.C Barcelona                 | 4 | 1 | 6 | 11    |
| C.A. Adidas                   | 3 | 1 | - | 4     |
| New Balance Team              | 2 | 2 | 2 | 6     |
| Trops-Cueva de Nerja          | 2 | - | 1 | 3     |
| At. San Sebastián             | 2 | - | 1 | 3     |
| Valencia Club Atletismo       | 1 | 3 | 2 | 6     |
| Atletismo Numantino           | 1 | 1 | 1 | 3     |
| Cornellá At.                  | 1 | 1 | 1 | 3     |
| CD Nike Running               | 1 | 1 | - | 2     |
| A.D Sprint                    | 1 | - | - | 1     |
| Piélagos                      | 1 | - | - | 1     |
| Super Amara BAT               | - | 2 | - | 2     |
| Unicaja Jaén Paraíso Interior | - | 1 | 1 | 2     |
| Grupompleo Pamplona At        | - | 1 | 1 | 2     |
| Nutriban Atl Alcantarilla     | - | 1 | - | 1     |
| CA Fent Cami Mislata          | - | 1 | - | 1     |
| Cehegin Atletismo             | - | 1 | - | 1     |
| AA Catalunya                  | - | - | 1 | 1     |
| ADA Calviá-Vistasol           | - | - | 1 | 1     |
| Pegasus AC                    | - | - | 1 | 1     |
| Independientes                | 2 | 3 | 3 | 8     |